# Школа на Юго-Востоке имени Маршала В. И. Чуйкова
Государственное бюджетное общеобразовательное учреждение города Москвы «Школа на Юго-Востоке имени Маршала В. И. Чуйкова» — учебный комплекс, в который вошли четыре образовательные организации: гимназия № 1599, лицей № 1303, средняя общеобразовательная школа № 623 и школа №479 имени дважды Героя Советского Союза Маршала В.И. Чуйкова. В рейтинге школ Москвы 2018 года учебное заведение заняло 11 место.

## Гимназия № 1599
Гимназия № 1599 была открыта в 1965 году как школа № 55 с углубленным изучением английского языка. В 1985 году школе присвоен № 1209. В 2010 году школа преобразована в гимназию № 1599. В 2013 году в рамках реорганизации в состав гимназии вошли две школы и четыре детских сада. Одна из них — Корпус № 2 школы на Юго-Востоке им. маршала В. И. Чуйкова расположена в пятиэтажном здании бывшей школы № 468, построенном в 1969 году по адресу Москва, ул. Фёдора Полетаева, д.2, корпус 8 (южное крыло).
Бывшая школа № 468,

## Лицей № 1303
Московский Химический лицей № 1303 был учрежден в 1990 году Московским комитетом образования по инициативе Академии наук и Московского городского дворца пионеров и школьников, директором был назначен Сергей Евгеньевич Семёнов, ранее работавший в ИОХ РАН. Согласно рейтингу московских школ газеты «Известия» за 2006 год, основанному на результатах московских городских олимпиад, лицей находился на 1 месте по химии, на 7 месте по физике, на 12 месте по математике и на 26 месте по гуманитарному циклу. В рейтинге учитывалось абсолютное значение числа дипломов и грамот, и не учитывалось количество учеников в школе. Согласно рейтингу российских школ Агентства социальных исследований «Социальный навигатор» (при поддержке Межрегиональной Ассоциации Мониторинга и Статистики Образования (МАМСО), при участии региональных органов управления образованием 39 регионов РФ, «Учительской газеты» и журнала «Директор школы») за 2013 год лицей находился на 4 месте в России.

## Школа № 623
Школа № 623 основана 1 сентября 1968 года. В 2012 году в состав школы вошла средняя общеобразовательная школа № 394, а в 2013 году – 3 дошкольных образовательных учреждения №1333, 1677, 1898.

## Школа № 479
Школа № 479 основана 1 сентября 1965 года. В 2017 году Школа №479 имени дважды Героя Советского Союза Маршала В.И. Чуйкова была присоединена к Лицейско-гимназическому комплексу на Юго-Востоке.